# Ostrów Wielkopolski (Landgemeinde)
Die gmina wiejska Ostrów Wielkopolski ist eine selbständige Landgemeinde in Polen im Powiat Ostrów in der Woiwodschaft Großpolen. Ihr Sitz befindet sich in der Stadt Ostrów Wielkopolski (deutsch Ostrowo). Die Landgemeinde, zu der die Stadt Ostrów Wielkopolski selbst nicht gehört, hat eine Fläche von 208 km², auf der (Stand: 31. Dezember 2020) 19.162 Menschen leben.

## Geographie

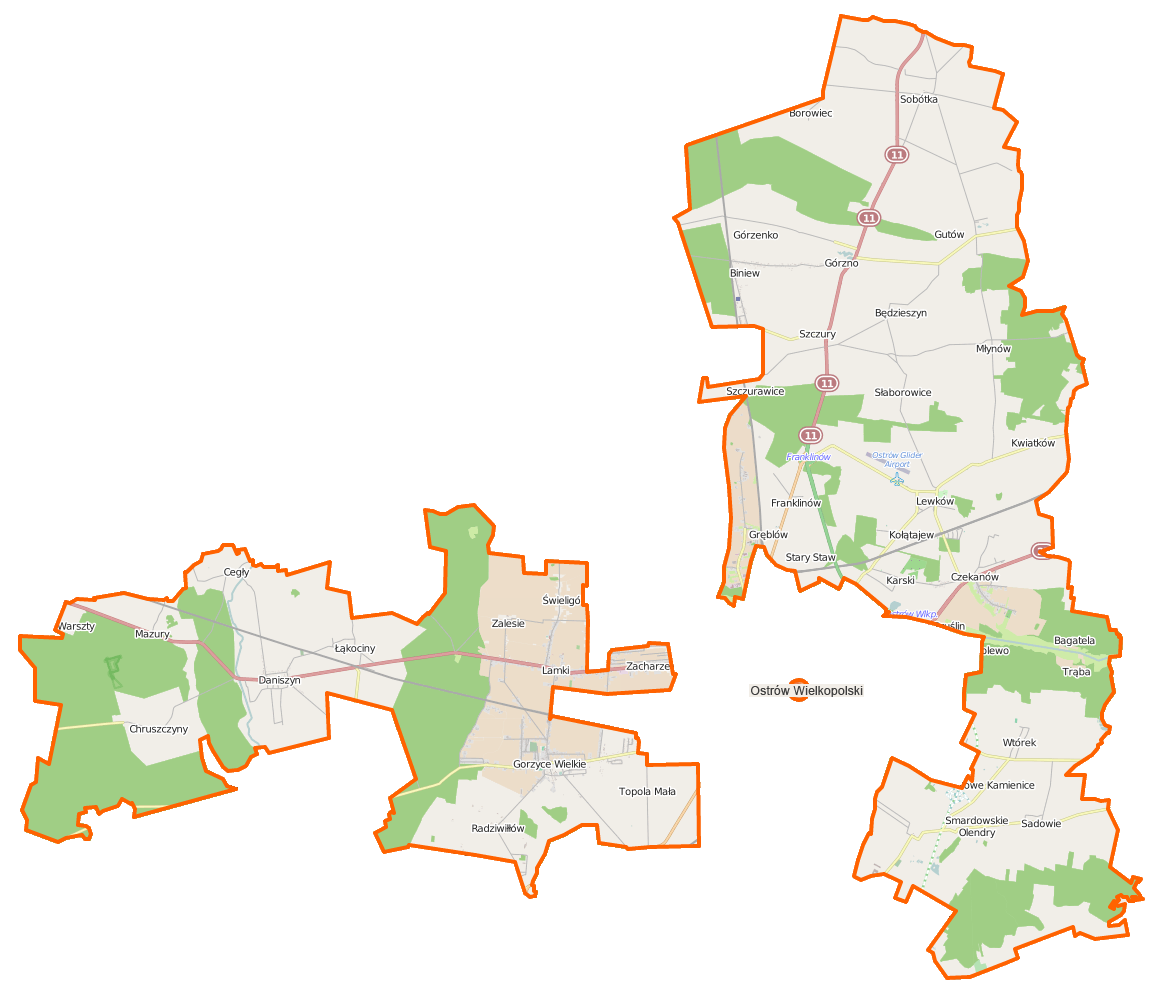
Karte der Landgemeinde

Die Landgemeinde liegt im Süden der Woiwodschaft. Sie wird durch die Stadt Ostrów Wielkopolski in einen östlichen und einen westlichen Teil geteilt.

## Geschichte
Von 1975 bis 1998 gehörte die Landgemeinde zur Woiwodschaft Kalisz. Die Dörfer Sobótka, damals Sobótka Wielka, und Kwiatków hatten früher Stadtrechte.

## Gemeindegliederung
Die Landgemeinde Ostrów Wielkopolski besteht aus 34 Schulzenämtern:
Będzieszyn, Biniew, Borowiec, Cegły, Chruszczyny, Czekanów, Daniszyn, Franklinów, Gorzyce Wielkie, Górzenko, Górzno, Gutów, Karski, Kołątajew, Kwiatków, Lamki, Lewkowiec, Lewków, Lewków-Osiedle, Łąkociny, Mazury, Michałków, Młynów, Nowe Kamienice, Radziwiłłów, Sadowie, Słaborowice, Smardowskie Olendry, Sobótka, Szczury, Świeligów, Topola Mała, Wtórek, Wysocko Wielkie und Zacharzew.
Weitere Ortschaften sind:
Baby, Bagatela, Biłgoraje, Borowina, Fabryka, Jamy, Kamionka, Kąkolewo, Onęber, Rejtanów, Sobczyna, Stary Staw, Trąba, Warszty und Zalesie.

## Persönlichkeiten
- Wojciech Bogusławski (1757–1829), Gutsherr auf Sobótka
- Eduard (von) Stiegler († 1872), Gutsherr auf Sobótka
- Alexander von Stiegler (1857–1916), Majoratsherr auf Sobótka und Karsy, Mitglied des Preußischen Herrenhauses; † 1916 auf Sobótka.